# Europäischer Filmpreis 2020

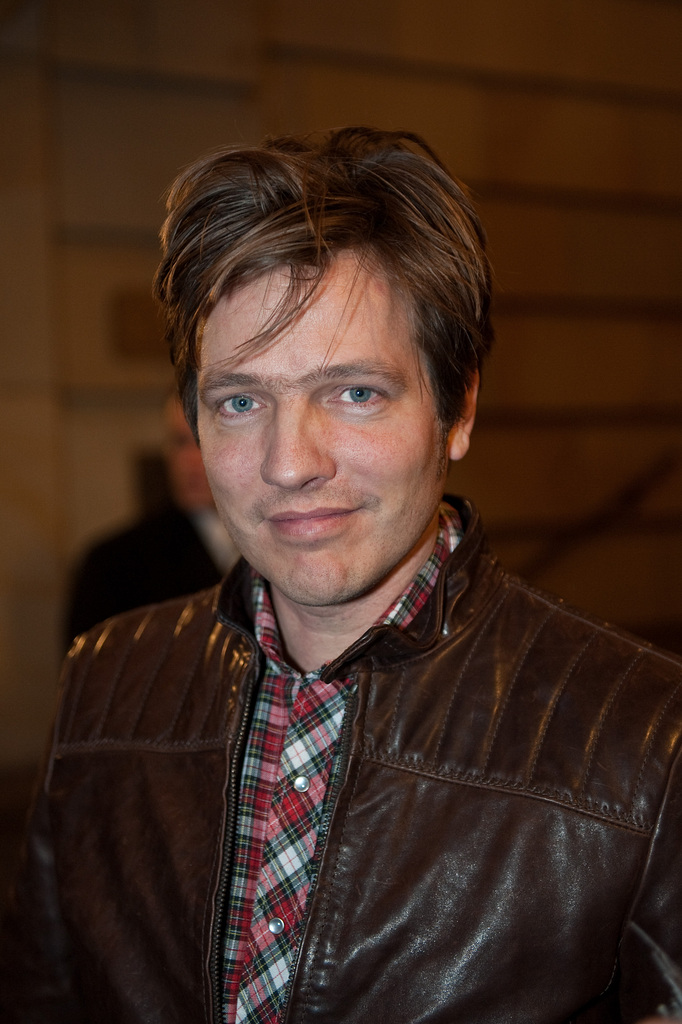
Thomas Vinterberg, Regisseur des preisgekrönten Films Der Rausch

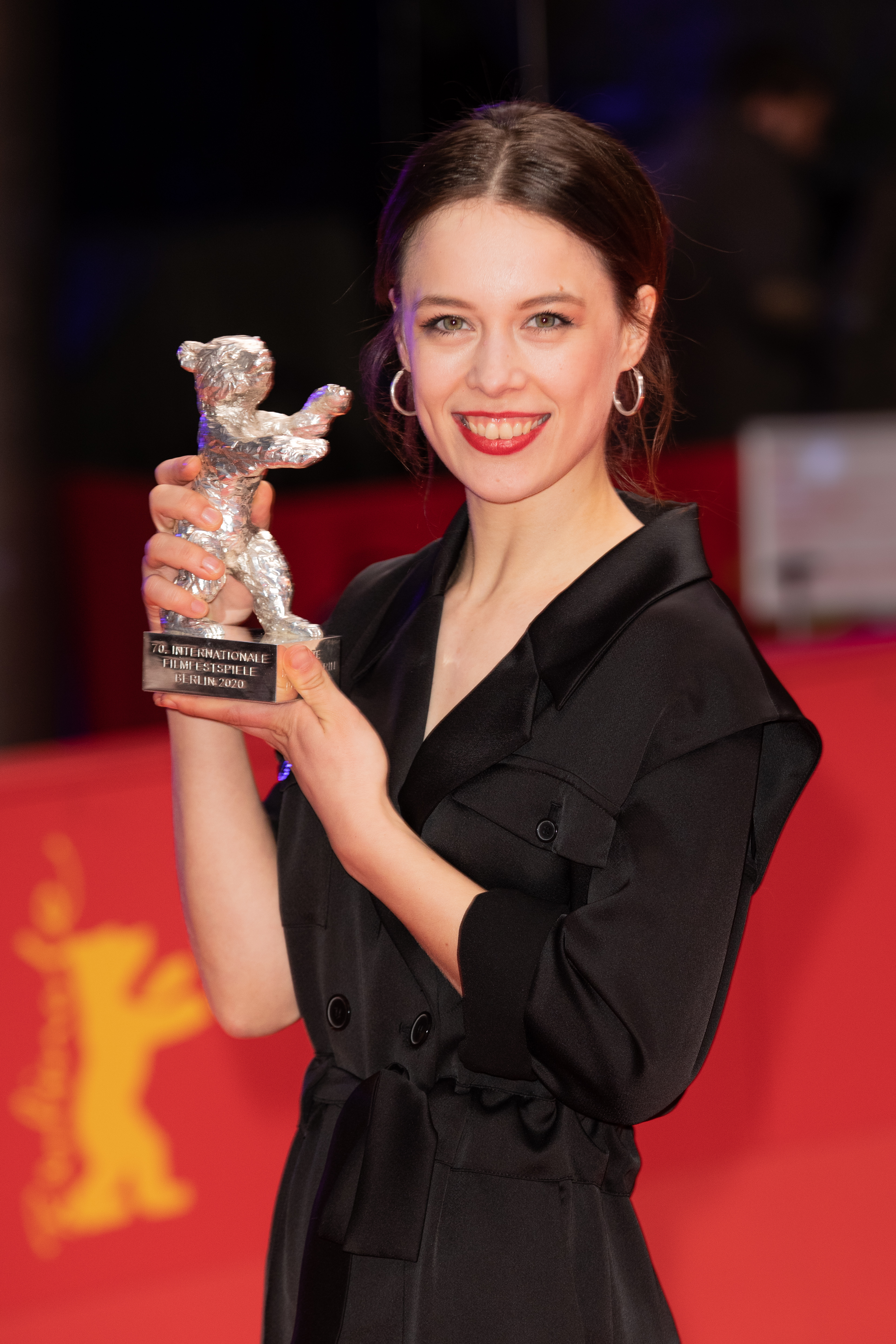
Beste Darstellerin: Paula Beer (Undine)

Die 33. Verleihung des Europäischen Filmpreises fand zwischen dem 9. und 12. Dezember 2020 statt. Nachdem diese ursprünglich in Reykjavík hätte abgehalten werden sollen, wurde die Gala im Oktober 2020 aufgrund der COVID-19-Pandemie abgesagt. Die Preisträger wurden stattdessen in mehreren virtuellen Zeremonien von Berlin aus bekanntgegeben. Der Preis wird von der Europäischen Filmakademie (EFA) vergeben. Als bester Film setzte sich Thomas Vinterbergs Sozialsatire Der Rausch durch, die vier ihrer Nominierungen in Siege umsetzen konnte.
Die vollständigen Nominierungen wurden am 10. November 2020 während eines Live-Streams auf dem Europäischen Filmfestival von Sevilla bekanntgegeben.

## Verleihungszeremonie
Aufgrund der COVID-19-Pandemie wurden die Preisträger in mehreren virtuellen Zeremonien ohne Studiopublikum aus Berlin bekanntgegeben. Die Live-Streams begannen jeweils ab 20 Uhr, weshalb sie auch als  The EFAs at Eight (dt. „Die Europäischen Filmpreise um Acht (Uhr)“) betitelt wurden:
| Datum             | The EFAs at Eight-Veranstaltung                          | Inhalt | Moderatoren                                                                                      |
| ----------------- | -------------------------------------------------------- | --- | ------------------------------------------------------------------------------------------------ |
| 8. Dezember 2020  | From Survival to Revival: Building the Post-Covid Future | Diskussionsrunde zur Umstrukturierung, Umgestaltung und Neuausrichtung der europäischen Filmindustrie nach der COVID-19-Pandemie                                                                                               | Wendy Mitchell (Gäste: Mark Cousins, Agnieszka Holland, Kirsten Niehuus und Thomas Vinterberg)   |
| 9. Dezember 2020  | The EFA Excellence Awards                                | Preisvergabe in den Kategorien Kamera, Schnitt, Szenenbild, Kostümbild, Maskenbild, Filmmusik, Ton und visuelle Effekte | Wim Wenders, Agnieszka Holland                                                                   |
| 10. Dezember 2020 | EURIMAGES, Short Film & EUFA                             | Preisvergabe in den Kategorien Koproduzentenpreis („Prix EURIMAGES“), Kurzfilm und European University Film Award (EUFA) | Mike Goodridge                                                                                   |
| 11. Dezember 2020 | Comedy & Animation                                       | Preisvergabe in den Kategorien Filmkomödie und Animationsfilm | Mike Goodridge                                                                                   |
| 12. Dezember 2020 | The EFAs 2020 Grand Finale (Veranstaltungsort: Futurium) | - Preisvergabe in den Kategorien innovatives Storytelling, Dokumentarfilm, Erstlingsfilm, Darstellerin, Darsteller, Drehbuch, Regie und Film - Bekanntgabe der Nominierungen für den LUX-Filmpreis des Europäischen Parlaments | Steven Gätjen (weitere Gastgeber: Wim Wenders, Agnieszka Holland, Mike Downey und Marion Döring) |

## Preisträger und Nominierte
Die Nominierungen wurden am 10. November 2020 bekanntgegeben.
| Film                  | N | A |
| --------------------- | - | - |
| Corpus Christi        | 4 | 0 |
| Martin Eden           | 4 | 0 |
| Der Rausch            | 4 | 4 |
| Berlin Alexanderplatz | 2 | 0 |
| Hope                  | 2 | 0 |
| Undine                | 2 | 1 |

### Bester europäischer Film
(präsentiert von Agnieszka Holland und Wim Wenders)
Der Rausch (Druk) – Regie: Thomas Vinterberg
- Berlin Alexanderplatz – Regie: Burhan Qurbani
- Corpus Christi – Regie: Jan Komasa
- Martin Eden – Regie: Pietro Marcello
- The Painted Bird (Nabarvené ptáče) – Regie: Václav Marhoul
- Undine – Regie: Christian Petzold

### Beste europäische Komödie
Ein Triumph – Regie: Emmanuel Courcol
- Ladies of Steel (Teräsleidit) – Regie: Pamela Tola
- Die obskuren Geschichten eines Zugreisenden (Ventajas de viajar en tren) – Regie: Aritz Moreno[7]

### Beste Regie
(präsentiert von Vicky Krieps)
Thomas Vinterberg – Der Rausch (Druk)
- Agnieszka Holland – Charlatan
- Jan Komasa – Corpus Christi
- Pietro Marcello – Martin Eden
- François Ozon – Sommer 85 (Été 85)
- Maria Sødahl – Hope (Håp)

### Beste Darstellerin
(präsentiert von Annabelle Mandeng)
Paula Beer – Undine
- Natalija Bereschnaja – DAU. Natasha
- Andrea Bræin Hovig – Hope (Håp)
- Ane Dahl Torp – Charter
- Nina Hoss – Schwesterlein
- Marta Nieto – Madre

### Bester Darsteller
(präsentiert von Sabin Tambrea)
Mads Mikkelsen – Der Rausch (Druk)
- Bartosz Bielenia – Corpus Christi
- Goran Bogdan – Vater – Otac (Otac)
- Elio Germano – Hidden Away (Volevo nascondermi)
- Luca Marinelli – Martin Eden
- Viggo Mortensen – Falling

### Bestes Drehbuch
(präsentiert von Maryam Zaree)
Thomas Vinterberg und Tobias Lindholm – Der Rausch (Druk)
- Martin Behnke und Burhan Qurbani – Berlin Alexanderplatz
- Costa-Gavras – Adults in the Room
- Damiano und Fabio D’Innocenzo – Bad Tales – Es war einmal ein Traum (Favolacce)
- Pietro Marcello und Maurizio Braucci – Martin Eden
- Mateusz Pacewicz – Corpus Christi

### Jurypreise
Die Jurypreise (EFA Exellence Awards) wurden am 9. Dezember 2020 bekanntgegeben. Der Jury gehörten die Tontechnikerin Marta Billingsley (Italien), der Filmkomponist John Gürtler (Deutschland), der Kameramann Rein Kotov (Estland), die Kostümbildnerin Catherine Marchand (Belgien), der Filmeditor Jonathan Morris (Vereinigtes Königreich), die Maskenbildnerin Anne Cathrine Sauerberg (Dänemark), der Filmtechniker Andraž Sedmak (Slowenien) und die Szenenbildnerin Sylvia Steinbrecht-Aleix (Andorra) an.
| Kategorie              | Preisträger                                                                                                  |
| ---------------------- | --- |
| Beste Kamera           | Matteo Cocco – Hidden Away (Volevo nascondermi)                                                              |
| Bester Schnitt         | Maria Fantastica Valmori – Once More Unto the Breach                                                         |
| Bestes Szenenbild      | Cristina Casali – David Copperfield – Einmal Reichtum und zurück (The Personal History of David Copperfield) |
| Bestes Kostümbild      | Ursula Patzak – Hidden Away (Volevo nascondermi)                                                             |
| Bestes Maskenbild      | Yolanda Piña, Felix Terrero und Nacho Diaz – Der endlose Graben (La trinchera infinita)                      |
| Beste Filmmusik        | Dascha Dauenhauer – Berlin Alexanderplatz                                                                    |
| Bester Ton             | Yolande Decarsin – Ein Mädchen (Petite fille)                                                                |
| Beste visuelle Effekte | Iñaki Madariaga – Der Schacht (El Hoyo)                                                                      |

## Offizielle Auswahlliste – Spielfilme
Aufgrund der COVID-19-Pandemie wurde die Auswahlliste der Spielfilme in zwei Teilen vorgestellt. Der erste Teil der Auswahlliste der Spielfilme mit 32 Filmen wurde am 18. August 2020 vorgestellt, der zweite Teil mit sechs Filmen folgte am 22. September 2020. Damit sollten auch Film zugelassen werden, deren Premiere bis zum 31. Mai 2020 geplant war aber aufgrund der Pandemie bis spätestens Ende November 2020 verschoben wurde.
| Film                                                            | Regie                                       | Land                                         | Darsteller (Auswahl) |
| --------------------------------------------------------------- | ------------------------------------------- | -------------------------------------------- | --- |
| Abschlussbericht                                                | István Szabó                                | Ungarn                                       | Klaus Maria Brandauer, Karoly Eperjes, Mari Csomó, Dorottya Udvaros, András Stohl, Ági Szirtes, Péter Andorai                                                            |
| Adults in the Room                                              | Costa-Gavras                                | Frankreich, Griechenland                     | Christos Loulis, Alexandros Bourdoumis, Ulrich Tukur, Daan Schurmans, Valeria Golino, Josiane Pinson                                                                     |
| Another Round / Der Rausch / Druk                               | Thomas Vinterberg                           | Dänemark, Niederlande, Schweden              | Mads Mikkelsen, Thomas Bo Larsen, Magnus Millang, Maria Bonnevie, Helene Reingaard-Neumann, Susse Wold                                                                   |
| Atlantis                                                        | Walentyn Wassjanowytsch                     | Ukraine                                      | Andrii Rymaruk, Ljudmila Bileka, Wassyl Antoniak |
| Bad Tales – Es war einmal ein Traum (Favolacce)                 | Damiano und Fabio D’Innocenzo               | Italien, Schweiz                             | Elio Germano, Barbara Chichiarelli, Gabriel Montesi, Ileana D’ambra, Max Malatesta, Tommaso Di Cola, Giulietta Rebeggiani, Justin Korovkin, Giulia Melillo, Lino Musella |
| Berlin Alexanderplatz                                           | Burhan Qurbani                              | Deutschland, Niederlande                     | Welket Bungué, Jella Haase, Albrecht Abraham Schuch |
| Between Heaven and Earth                                        | Najwa Najjar                                | Palästina, Luxemburg, Island                 | Mouna Hawa, Firas Nasser |
| Cat in the Wall                                                 | Wessela Kasakowa, Mina Milewa               | Bulgarien, UK, Frankreich                    | Irina Atanasova, Angel Genov |
| Charlatan                                                       | Agnieszka Holland                           | Tschechien, Irland, Polen, Slowakei          | Ivan Trojan, Josef Trojan, Juraj Loj |
| Charter                                                         | Amanda Kernell                              | Schweden, Dänemark, Norwegen                 | Ane Dahl Torp, Tintin Poggats Sarri, Troy Lundkvist, Sverrir Gudnason |
| Corpus Christi                                                  | Jan Komasa                                  | Polen, Frankreich                            | Bartosz Bielenia, Aleksandra Konieczna, Eliza Rycembel, Tomasz Zietek, Leszek Lichota, Łukasz Simlat, Barbara Kurzaj                                                     |
| DAU. Natasha                                                    | Jekaterina Oertel, Ilja Chrschanowski       | Deutschland, Russland, Ukraine, UK           | Natalija Bereschnaja, Olga Schkabarnja |
| David Copperfield – Einmal Reichtum und zurück                  | Armando Iannucci                            | UK, USA                                      | Dev Patel, Tilda Swinton, Hugh Laurie |
| Enfant Terrible                                                 | Oskar Roehler                               | Deutschland                                  | Oliver Masucci, Katja Riemann, Hary Prinz, Erdal Yildiz, Eva Mattes, Isolde Barth, Anton Rattinger                                                                       |
| Online für Anfänger                                             | Benoît Delépine, Gustave Kervern            | Frankreich, Belgien                          | Blanche Gardin, Denis Podalydes, Corinne Masiero, Vincent Lacoste, Benoît Poelvoorde, Bouli Lanners, Vincent Dedienne, Philippe Rebbot, Michel Houellebecq               |
| Echo                                                            | Rúnar Rúnarsson                             | Island, Frankreich                           | Bjarki Thor, Ragnar Jónsson, Sigurmar Albertsson |
| Hidden Away / Volevo nascondermi                                | Giorgio Diritti                             | Italien                                      | Elio Germano, Oliver Ewy, Pietro Traldi, Andrea Gherpelli |
| Falling                                                         | Viggo Mortensen                             | UK, Kanada, Dänemark                         | Viggo Mortensen, Lance Henriksen, Sverrir Gudnason, Hannah Gross, Terry Chen, Laura Linney                                                                               |
| Hope                                                            | Maria Sødahl                                | Norwegen, Schweden                           | Andrea Bræin Hovig, Stellan Skarsgård |
| Wildland                                                        | Jeanette Nordahl                            | Dänemark                                     | Sandra Guldberg Kampp, Sidse Babett Knudsen, Elliott Crosset Hove, Joachim Fjelstrup, Besir Zeciri                                                                       |
| Let There Be Light                                              | Marko Škop                                  | Slowakei, Tschechien                         | Milan Ondrík, František Beleš, Zuzana Konecná, Lubomír Paulovic, Katarína Kormanáková, Maximilián Dušanic, Daniel Fischer, Csongor Kassai                                |
| Madre                                                           | Rodrigo Sorogoyen                           | Spanien, Frankreich                          | Marta Nieto, Jules Porier, Alex Brendemühl, Anne Consigny, Frederic Pierrot, Guillaume Arnault                                                                           |
| Martin Eden                                                     | Pietro Marcello                             | Italien, Frankreich                          | Luca Marinelli, Jessica Cressy, Carmen Pommella, Carlo Cecchi, Denise Sardisco, Vincenzo Nemolato                                                                        |
| Motherland / Gimtine                                            | Tomas Vengris                               | Litauen, Lettland, Griechenland, Deutschland | Matas Metlevski, Severija Janušauskaite |
| Schwesterlein                                                   | Véronique Reymond, Stéphanie Chuat          | Schweiz                                      | Nina Hoss, Lars Eidinger, Marthe Keller, Jens Albinus, Urs Jucker |
| Slalom                                                          | Charlène Favier                             | Frankreich                                   | Noée Abita, Jérémie Renier |
| Persischstunden                                                 | Vadim Perelman                              | Russland, Deutschland, Weißrussland          | Nahuel Pérez Biscayart, Lars Eidinger, Jonas Nay, Leonie Benesch, Luisa-Celine Gaffron, David Schütter, Andreas Hofer, Alexander Beyer                                   |
| Servants                                                        | Ivan Ostrochovský                           | Slowakei, Rumänien, Tschechien, Irland       | Samuel Skyva, Samuel Polakovic, Vlad Ivanov, Vladimír Strnisko, Milan Mikulcík                                                                                           |
| Der endlose Graben / The Endless Trench / La trinchera infinita | Aitor Arregi, Jon Garaño, Jose Mari Goenaga | Spanien, Frankreich                          | Antonio De La Torre, Belén Cuesta |
| The Painted Bird                                                | Václav Marhoul                              | Tschechien, Slowakei, Ukraine                | Petr Kotlár, Udo Kier, Michaela Doležalová, Lech Dyblik, Julian Sands, Aleksey Kravchenko, Barry Pepper                                                                  |
| Der Schacht                                                     | Galder Gaztelu-Urrutia                      | Spanien                                      | Ivan Massagué, Antonia San Juan, Zorion Eguileor, Emilio Buale, Alexandra Masangkay                                                                                      |
| Sommer 85                                                       | François Ozon                               | Frankreich, Belgien                          | Félix Lefebvre, Benjamin Voisin, Philippine Velge, Valeria Bruni Tedeschi, Melvil Poupaud, Isabelle Nanty                                                                |
| Ein Triumph (Un triomphe)                                       | Emmanuel Courcol                            | Frankreich                                   | Kad Merad, Marina Hands, David Ayala, Lamine Cissokho, Sofian Khammes, Pierre Lottin, Wabinlé Nabié, Alexandre Medvedev, Saïd Benchnafa, Laurent Stocker                 |
| Undine                                                          | Christian Petzold                           | Deutschland, Frankreich                      | Paula Beer, Franz Rogowski, Maryam Zaree, Jacob Matschenz |
| Uppercase Print                                                 | Radu Jude                                   | Rumänien                                     | Serban Lazarovici, Bogdan Zamfir, Ioana Iacob, Serban Pavlu |
| Vater – Otac                                                    | Srđan Golubović                             | Serbien, Deutschland, Frankreich, Kroatien   | Goran Bogdan, Boris Isaković, Nada Šargin, Milica Janevski |
| Vitalina Varela                                                 | Pedro Costa                                 | Portugal                                     | Vitalina Varela, Ventura |
| Willow / Vrba                                                   | Milčo Mančevski                             | Nordmazedonien, Ungarn, Belgien, Albanien    | Sara Klimoska, Natalija Teodosieva, Kamka Tocinovski, Nikola Risteski, Nenad Nacev, Petar Caranovic                                                                      |

## Weitere Preise

### Bester Kurzfilm
Die 24 eingereichten Kurzfilme wurden von unabhängigen Jurys bei europäischen Filmfestivals ausgewählt. Aus diesen wurden fünf Kurzfilme nominiert und daraus von den rund 3800 EFA-Mitgliedern ein Gewinner ausgewählt.
Nachts sind alle Katzen grau von Lasse Linder (Schweiz), 19 Minuten, Sarajevo Film Festival
- Genius loci von Adrien Mérigeau (Frankreich), 16 Minuten, Hamburg
- Past Perfect von Jorge Jácome (Portugal), 23 Minuten, Uppsala
- Sun Dog von Dorian Jespers (Belgien, Russland), 20 Minuten, Rotterdam
- Uncle Thomas, Accounting for the Days / Tio Tomás, a contabilidade dos dias von Regina Pessoa (Portugal, Frankreich, Kanada), 11 Minuten, Riga International Film Festival

Weitere Beiträge (Auswahlliste):
- 12 K. Marx Street / Marksis Kucha 12 von Irine Schordania (Georgien), 15 Minuten, Black Nights FF – PÖFF Shorts
- Community Gardens / Kolektyviniai sodai von Vytautas Katkus (Litauen), 15 Minuten, Winterthur
- Favourites / Favoriten von Martin Monk (Österreich, Deutschland), 18 Minuten, Sarajevo
- Flesh / Carne von Camila Kater (Spanien, Brasilien), 12 Minuten, Valladolid
- In Between / Në mes von Samir Karahoda (Kosovo), 13 Minuten, International Short Film Festival of Cyprus
- Invisible Hero / Invisível herói von Cristèle Alves Meira (Portugal, Frankreich), 27 Minuten, Clermont-Ferrand
- It Wasn’t the Right Mountain, Mohammad von Mili Pecherer (Frankreich), 29 Minuten, Berlin
- See der Freude / Lake of Happiness von Aljaksej Palujan (Weißrussland, Deutschland, Spanien), 29 Minuten, Leuven International Short Film Festival
- Memorable / Mémorable von Bruno Collet (Frankreich), 13 Minuten, Tampere
- Nha mila von Denise Fernandes (Portugal, Schweiz), 18 Minuten, Vila do Conde
- Nina / Нина von Hristo Simeonov (Bulgarien), 20 Minuten, OFF – Odense International Film Festival
- Menschen am Samstag / People on Saturday von Jonas Ulrich (Schweiz), 10 Minuten, Locarno
- Die beste Stadt ist keine Stadt / The Best City is no City at All von Christoph Schwarz (Österreich), 15 Minuten, Wien
- The Bite / A mordida von Pedro Neves Marques (Portugal, Brasilien), 26 Minuten, Go Short – International Short Film Festival Nijmegen
- The Golden Buttons / Золотые пуговицы von Alexei Jewstignejew (Russland), 20 Minuten, Krakau
- The Shift von Laura Carreira (Portugal, Großbritannien), 9 Minuten, Venedig
- The Tiger who Came to Tea von Robin Shaw (Großbritannien), 24 Minuten, Encounters Film Festival
- Things that Happen in the Bathroom von Edward Hancox (Großbritannien, USA), 13 Minuten, Cork
- To the Dusty Sea / À la mer poussière von Héloïse Ferlay (Frankreich), 12 Minuten, Motovun

### Bester Dokumentarfilm
Am 24. August 2020 wurde eine Auswahlliste von 13 Dokumentarfilmen präsentiert, aus diesen wählen die Mitglieder der Europäischen Filmakademie die fünf Nominierten und den späteren Preisträger aus.
(präsentiert von Tyron Ricketts)
Kollektiv – Korruption tötet (Colectiv) – Regie: Alexander Nanau (Rumänien, Luxemburg)
- Saudi Runaway – Regie: Susanne Regina Meures (Schweiz)
- Acasa – Mein Zuhause (Acasă, my Home) – Regie: Radu Ciorniciuc (Rumänien, Deutschland, Finnland)
- Eine Klinik im Untergrund – The Cave (The Cave) – Regie: Feras Fayyad (Syrien, Dänemark)
- Gunda – Regie: Victor Kossakovsky (Norwegen, USA)
- Ein Mädchen (Petite fille) – Regie: Sébastien Lifshitz (Frankreich)

Weitere Beiträge (Auswahlliste):
- I am not alone – Regie: Garin Hovannisian (Armenien)
- Once more unto the breach / Il varco – Regie: Federico Ferrone und Michele Manzolini (Italien)
- Lene Marie oder Das wahre Gesicht der Anorexie (Selfportrett) – Regie: Margreth Olin, Katja Høgset und Espen Wallin (Norwegen)
- State Funeral (Gosudarstvennyye pokhorony) – Regie: Sergei Loznitsa (Niederlande, Litauen)
- The Earth Is Blue as an Orange – Regie: Iryna Zilyk (Ukraine, Litauen)
- Das Glück zu leben – The Euphoria of Being (A Létezés Eufóriája) – Regie: Réka Szabó (Ungarn)
- They call me Babu (Ze noemen me Baboe) – Regie: Sandra Beerends (Niederlande)
- Walchensee Forever – Regie: Janna Ji Wonders (Deutschland)

### Bester Animationsfilm
Josep – Regie: Aurel (= Aurélien Froment) (Frankreich, Belgien, Spanien)
- Calamity – Martha Jane Cannarys Kindheit (Calamity, une enfance de Martha Jane Cannary) – Regie: Rémy Chayé (Frankreich, Dänemark)[14]
- Klaus – Regie: Sergio Pablos (Spanien)
- The Nose or Conspiracy of Mavericks – Regie: Andrei Chrschanowski (Russland)

### Bester Erstlingsfilm(„Europäische Entdeckung – Prix FIPRESCI“)
(präsentiert von Kida Khodr Ramadan)
Sole – Regie: Carlo Sironi (Italien, Polen)
- Full Moon / Pun Mjesec – Regie: Nermin Hamzagic (Bosnien und Herzegowina)
- Gagarin – Einmal schwerelos und zurück (Gagarine) – Regie: Fanny Liatard und Jérémy Trouilh (Frankreich)
- Instinct – Gefährliche Begierde (Instinct) – Regie: Halina Reijn (Niederlande)
- Izaokas – Regie: Jurgis Matulevičius (Litauen)
- Jumbo – Regie: Zoé Wittock (Frankreich, Belgien, Luxemburg)

Die sechs Nominierungen für das beste europäische Spielfilmdebüt wurden am 8. Oktober 2020 bekanntgegeben.

### Koproduzentenpreis – Prix Eurimages
Luís Urbano (Portugal)
Er wirkte u. a. an Filmen von Miguel Gomes, João Nicolau, Sandro Aguilar, Salomé Lamas, Manoel de Oliveira, Ivo Ferreira, Eugène Green, Ira Sachs, João Nicolau und Gonçalo Waddington mit.

### Innovatives Storytelling
(präsentiert von Emily Atef)
2020 wurde eine neue Kategorie für innovatives Storytelling eingeführt, erster Preisträger wurde Regisseur Mark Cousins für das Projekt Women Make Film: A New Road Movie Through Cinema.

### EFA Young Audience Award
Der 9. Europäische Kinderfilmpreis (EFA Young Audience Award) wurde im April 2020 bekanntgegeben.
Mein Bruder, der Superheld (Mio fratello rincorre i dinosauri) – Regie: Stefano Cipani (Italien, Spanien)
- Meine wunderbar seltsame Woche mit Tess (Mijn bijzonder rare week met Tess) – Regie: Steven Wouterlood (Niederlande, Deutschland)
- Rocca verändert die Welt – Regie: Katja Benrath (Deutschland)

### European University Film Award(EUFA)
Saudi Runaway – Regie: Susanne Regina Meures
- Der Rausch (Druk) – Regie: Thomas Vinterberg[21]
- Berlin Alexanderplatz – Regie: Burhan Qurbani
- Corpus Christi – Regie: Jan Komasa
- Slalom – Regie: Charlène Favier

### LUX-Filmpreis
- Der Rausch (Druk) – Regie: Thomas Vinterberg
- Kollektiv – Korruption tötet (Colectiv) – Regie: Alexander Nanau
- Corpus Christi – Regie: Jan Komasa